# Colin Wilson (Eishockeyspieler)
Colin Wilson (* 20. Oktober 1989 in Greenwich, Connecticut) ist ein ehemaliger US-amerikanischer Eishockeyspieler kanadischer Herkunft. Der Center bestritt zwischen 2009 und 2019 über 600 Partien für die Nashville Predators und die Colorado Avalanche in der National Hockey League (NHL). Mit den Predators erreichte er in den Playoffs 2017 das Endspiel um den Stanley Cup, unterlag dort jedoch den Pittsburgh Penguins.

## Karriere
Wilson spielte während seiner High-School-Zeit in Kanada. Gegen Ende der Saison 2005/06 wechselte er ins USA Hockey National Team Development Program des US-amerikanischen Eishockeyverbandes, wo er die verschiedenen Juniorennationalmannschaften durchlief. Dadurch nahm er 2006 an der U18-Junioren-Weltmeisterschaft teil. Dort besiegten die US-Amerikaner, unter anderem auch mit den späteren Erstgewählten der NHL Entry Drafts 2006 und 2007 Erik Johnson und Patrick Kane, im Finale Finnland mit 3:1 und gewannen den Weltmeistertitel. Im darauffolgenden Jahr spielte Wilson erneut bei der Weltmeisterschaft der U18-Junioren, bei der er diesmal die Silbermedaille gewann, dafür aber gemeinsam mit seinem Teamkollegen James van Riemsdyk Topscorer des Turniers wurde.
Im Sommer 2007 wechselte Wilson dann an die Boston University. Dort spielt er neben seinem Studium für die Universitätsmannschaft in der National Collegiate Athletic Association und erzielte in 37 Begegnungen 35 Scorerpunkte. Zum Jahresende 2007 wurde er erneut in den Nationalkader für die U20-Junioren-Weltmeisterschaft 2008 berufen, die er als Topscorer des Turnieres beendete. Im NHL Entry Draft 2008 wurde er im darauffolgenden Sommer in der ersten Runde an der siebten Gesamtposition von den Nashville Predators ausgewählt, die zuvor ihr Draftrecht mit den New York Islanders getauscht hatten, um Wilson auszuwählen.
Nach einem weiteren Jahr an der Boston University wechselte der Angreifer zur Saison 2009/10 in die Organisation der Predators, die er zu etwa gleichen Teilen in der NHL und bei den Milwaukee Admirals, dem Farmteam der Predators aus der American Hockey League, verbrachte. Mit Beginn der Spielzeit 2010/11 etablierte sich Wilson in Nashvilles NHL-Aufgebot. 2017 erreichte er mit dem Team das Stanley-Cup-Finale, scheiterte dort jedoch an den Pittsburgh Penguins. Trotz des zurückliegenden Erfolgs transferierten ihn die Predators am 1. Juli 2017 im Tausch für ein Viertrunden-Wahlrecht im NHL Entry Draft 2019 zur Colorado Avalanche. Dort trat er in den folgenden beiden Spielzeiten ebenfalls als regelmäßiger Scorer in Erscheinung, ehe er den Großteil der Saison 2019/20 verletzungsbedingt verpasste. Anschließend gab er Januar 2021 das Ende seiner aktiven Karriere bekannt. Insgesamt hatte er 632 Partien absolviert und dabei 286 Punkte erzielt.

## Erfolge und Auszeichnungen
| - 2008 Hockey East Rookie of the Year - 2008 Hockey East All-Rookie Team - 2009 Lamoriello-Trophy-Gewinn mit der Boston University - 2009 Hockey East First All-Star Team | - 2009 NCAA Division-I-Championship mit der Boston University - 2009 NCAA East First All-American Team - 2010 AHL-Rookie des Monats Januar |

### International
| - 2006 Silbermedaille bei der World U-17 Hockey Challenge - 2006 Goldmedaille bei der U18-Junioren-Weltmeisterschaft - 2007 Silbermedaille bei der U18-Junioren-Weltmeisterschaft | - 2007 Topscorer der U18-Junioren-Weltmeisterschaft (gemeinsam mit James van Riemsdyk) - 2008 Bester Torschütze der U20-Junioren-Weltmeisterschaft (gemeinsam mit Jewgeni Rymarew) |

## Karrierestatistik

### International
Vertrat die USA bei:
| - World U-17 Hockey Challenge 2006 - U18-Junioren-Weltmeisterschaft 2006 - U18-Junioren-Weltmeisterschaft 2007 | - U20-Junioren-Weltmeisterschaft 2008 - U20-Junioren-Weltmeisterschaft 2009 - Weltmeisterschaft 2009 |

(Legende zur Spielerstatistik: Sp oder GP = absolvierte Spiele; T oder G = erzielte Tore; V oder A = erzielte Assists; Pkt oder Pts = erzielte Scorerpunkte; SM oder PIM = erhaltene Strafminuten; +/− = Plus/Minus-Bilanz; PP = erzielte Überzahltore; SH = erzielte Unterzahltore; GW = erzielte Siegtore; 1 Play-downs/Relegation; Kursiv: Statistik nicht vollständig)

## Familie
Colin Wilson war NHL-Profi in dritter Generation. Sein Vater Carey Wilson bestritt über 500 Spiele in 13 Spielzeiten für die Calgary Flames, die Hartford Whalers sowie die New York Rangers und nahm an den Olympischen Winterspielen 1984 teil. Sein Großvater Jerry Wilson bestritt derweil in der Spielzeit 1956/57 drei Partien für die Canadiens de Montréal.